# Out of Paradise
Out of Paradise és una pel·lícula de drama suïssa-mongola del 2018 dirigida i escrita per Batbayar Chogsom. Retrata una parella tradicional de Mongòlia i la seva lluita per aconseguir una secció cesària professional i el part segur del seu primer fill. La pel·lícula es pot considerar una road movie perquè la parella viatja des de casa seva a l'estepa de Mongòlia fins a la capital de Mongòlia Ulaanbaatar, on s'enfronten a reptes. La pel·lícula va guanyar el Golden Goblet Award a la millor pel·lícula al 21è Festival Internacional de Cinema de Xangai.

## Sinopsi
La parella casada Dorj i Suren porten una vida pacífica com a nòmades a l'estepa de Mongòlia. La Suren està embarassada i estan ansioses pel seu primer fill. De sobte, les seves vides canvien quan un metge local els aconsella viatjar a Ulan Bator perquè troba proves que el fetus i la mare corren un greu perill. Després de dos avortaments involuntaris volen evitar el risc i així comença el seu viatge a Ulaanbaatar.
Ni Dorj ni Suren saben conduir un cotxe, així que Ganbaa, un jove, els porta al seu camió. La situació entre els tres es fa cada dia més difícil i finalment, Dorj i Ganbaa acaben lluitant perquè en Ganbaa no pot mantenir la distància de la bella Suren.
Finalment, la parella arriba a Ulaanbaatar, però no poden pagar l'hospital. Dorj decideix vendre les arracades daurades de Suren, el seu regal de noces. Estressat per aquesta situació, perd una arracada i no aconsegueix prou diners per l'altra. Comença a beure al bar d'un hotel. Allà coneix la Saraa, una prostituta, que comença a coquetejar amb ell. Ell li explica la seva història i ella es compadeix d'ell. Ella li parla d'un concurs de karaoke aquella nit, on podria guanyar molts diners. Dorj guanya els diners i passa la nit amb la Saraa.
A les hores del matí, la Saraa rep una trucada del seu proxeneta, Jack. Vol els diners que se suposava que havia de guanyar aquella nit. Amenaçada per Jack, la Saraa roba la cartera d'en Dorj i la lliura a Jack. Però la cartera està buida perquè Dorj va amagar els diners. Jack decideix segrestar en Dorj i prendre els seus diners. En una lluita dramàtica, Dorj guanya contra Jack i els seus sicaris. Jack mor en aquesta lluita.
L'endemà al matí, Dorj arriba a l'hospital on Suren encara està esperant la cesària. Paga la quota, però Suren l'enfronta amb el segon anell que es va trobar al terra. Ella li pregunta d'on va treure els diners i tenen una discussió terrible. Veiem a Dorj sortir de l'hospital i sembla que van per camins separats.
Després de donar a llum Suren, la porten de nou a l'estepa en un taxi compartit. De sobte, veu en Dorj parat en una cruïlla esperant...

## Repartiment
| Dorj   | Bayarsaikhan Bayartsengel |
| Suren  | Enerel Tumen              |
| Jack   | Adiyabaatar Rina          |
| Saraa  | Erdenetsetseg Tsend-Ayush |
| Mutter | Oyun-Erdene Jamiyan       |
| Ganbaa | Bayanmunkh Purevjav       |

## Producció

### Desenvolupament
Out of Paradise és el primer llargmetratge realitzat pel cineasta suís-mongol Batbayar Chogsom. Chogsom va néixer i es va criar a Ulaanbaatar i coneix molt bé les tradicions mongoles. Va emigrar a Suïssa per estudiar Cultures Populars, Antropologia Cultural i Social i Ciències Polítiques. Va entrar al negoci del cinema. La idea d'aquesta història va sorgir de la seva experiència de ser pare l'any 2009.

### Filmació
Després del primer viatge a Mongòlia per trobar una ubicació i el repartiment es va produir un teaser. Va caldre un segon viatge a Mongòlia i el teaser es va acabar el 2015. El mateix any una important productora va acceptar donar suport a la pel·lícula, juntament amb altres donants. Chogsom i la seva tripulació van tornar a Mongòlia el 2016 per rodar les escenes restants. la pel·lícula es va estrenar el 2018.

## Recepció
Tot i que la pel·lícula no va ser popular a Suïssa, va ser la producció suïssa amb més èxit el 2018. Cap altra pel·lícula suïssa va guanyar un premi comparable dins la competició d'un festival internacional aquell any. L'última pel·lícula suïssa premiada pel jurat va ser A Class Festival data de 1995. El jurat del 21è Festival de Cinema de Xangai va qualificar la pel·lícula de "plana però no simple, honesta i poètica". Malauradament, Out of Paradise no s'ha mostrat a cinemes o festivals mongols encara, però la pel·lícula ha tingut projeccions a Àsia, Europa i als Estats Units i ha tingut una bona cobertura als principals diaris suïssos.

## Premis
Out of Paradise va guanyar el Premi Golden Goblet a la millor pel·lícula al 21è Festival Internacional de Cinema de Xangai de 2018. També va rebre una menció especial de la Secció Panorama en la VII edició de l'Asian Film Festival Barcelona.

## Refer`rncies
1. ↑  Dukascopy 电视（中文）. «电影的产出就是一个决策过程-Batbayar Chogsom's debut film 'Out of Paradise' won Golden Goblet on SIFF», 16-07-2018. [Consulta: 17 març 2019].
2. ↑  «Shanghai Fest: Mongolia's 'Out of Paradise' Takes Best Film, Tye Sheridan Wins Best Actor» (en anglès). [Consulta: 17 març 2019].
3. ↑  «Out of Paradise». [Consulta: 28 març 2019].
4. ↑  Scanlon, Hayley. «Out of Paradise (Batbayar Chogsom, 2018)» (en anglès), 13-03-2019. [Consulta: 28 març 2019].
5. ↑  «New York Film Academy - Upcoming Events». [Consulta: 28 març 2019].
6. ↑  Bühler, Urs ««Out of Paradise» – eine mongolische Odyssee» (en alemany estàndard suís). NZZ, 26-09-2018 [Consulta: 28 març 2019].
7. ↑  Schüepp, Werner «Zürcher Filmemacher räumt in China ab» (en alemany). Tages-Anzeiger, 26-06-2018 [Consulta: 28 març 2019].
8. ↑  代艳. «Out of Paradise bags top award at Shanghai film festival». [Consulta: 17 març 2019].
9. ↑  “Reza”, millor pel·lícula del Asian Film Festival Barcelona 2019, Casa Asia, 1 de novembre de 2019